# Écozone néotropicale : plantes à graines par nom scientifique (I)
à compléter par ordre alphabétique

## In

### Ing
- Inga
  - Inga endlicheri
  - Inga ramanensis
  - Inga thibaudiana

## Ip

### Ipo
- Ipomoea - fam. Convolvulacées
  - Ipomoea acuminata - Ipomée
  - Ipomoea batatas - Patate douce
  - Ipomoea brasiliensis ou Ipomoea pes-capres- Ipomée
  - Ipomoea hederacea - Étoile du matin
  - Ipomoea purpurea - Volubilis
  - Ipomoea tricolor ou Ipomoea rubro-coerulea - Ipomée à grande fleur bleue